# Gaspard-Pierre-Gustave Joly

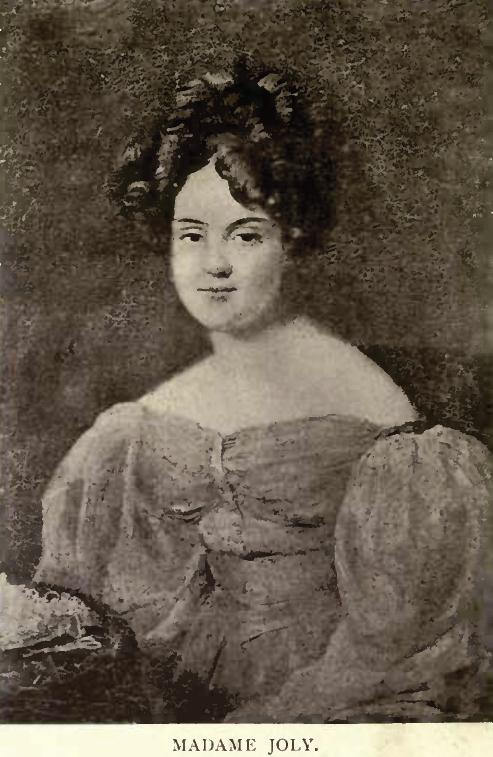
Paní Julie Christine Chartier Joly de Lotbinière, manželka

Gaspard-Pierre-Gustave Joly de Lotbinière (5. února 1798 Frauenfeld Švýcarsko - 1865 Paříž) byl francouzský obchodník a fotograf narozený ve Švýcarsku; za manželku si vzal kanadskou šlechtičnu. Je známý tím, že jako první fotografoval Akropolis a také egyptské pyramidy s Horacem Vernetem a Frédéricem Goupil-Fesquetem. Je také otcem sira Henri-Gustava de Joly Lotbinièra, premiéra Quebeku v letech 1878-1879.

## Život a dílo
Narodil se 5. února 1798 ve švýcarském Frauenfeldu. Jeho rodina se usadila v Epernay v provincii Champagne, kde se specializovala na obchod s vínem. Zatímco jeho otec a nejstarší syn, Moise-Salomon, zůstali v Epernay, Pierre-Gustave navštěvoval evropské metropole aby našel nové zákazníky - Petrohrad, Kodaň, Amsterdam, jeho cesty jej zavedly i do Ameriky, kde představil společnost v New Yorku a Montrealu.
V Montrealu se dne 17. prosince 1828 oženil s Julií-Christine Chartier de Lotbinière, dcerou Michel-Eustache-Gaspard-Alain Chartier de Lotbinière, 2. markýza Marquis de Lotbinière. Svůj čas trávil cestováním mezi Francií a Kanadou, pomáhal své manželce spravovat majetek a také své investice do železnic ve Francouzské Guyaně a v Kanadě.
Dne 19. srpna 1839 byl v Paříži, když Jacques Daguerre uváděl svůj první fotografický přístroj do vědeckého světa. Během svého výletu na východ, Pierre-Gustave získal jeden z těchto zařízení od Noëla Lerebourse Paymala a vydal se na cestu vlastní. Po Řecku putoval do Egypta, kde se potkal s malířem Horacem Vernetem a jeho synovcem, Frédéricem Goupil-Fesquetem, s nimiž pak pokračoval v cestě společně. Procestoval takové země jako jsou Palestina, Sýrie a Turecko. Po návratu vydal své fotografie v knížkách Excursions daguerriennes a Panorama from Egypt and Nubia. Nejsou známy žádné fotografie, které pořídil po této cestě.
Pár měl tři děti, dceru a dva syny.

## Galerie

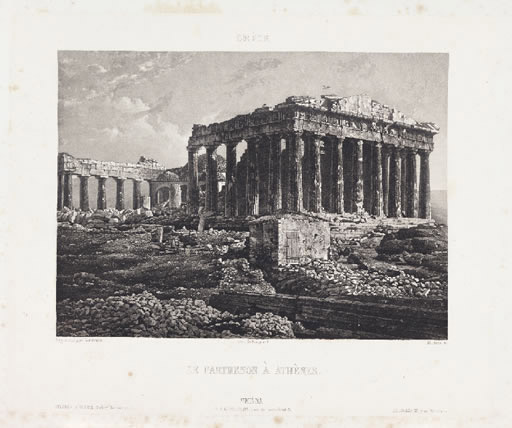
The Parthénon of Athenes
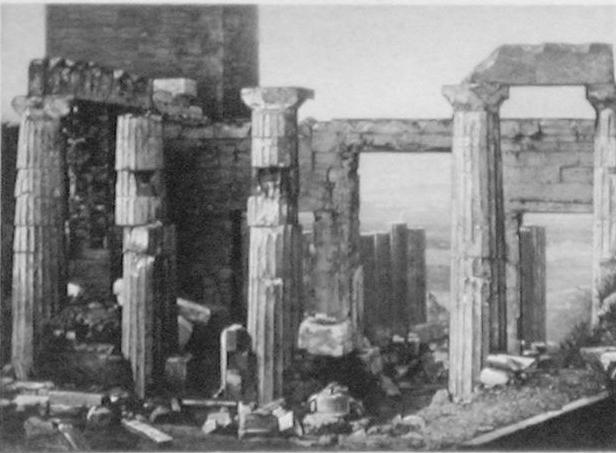
The Propyleae of Athenes
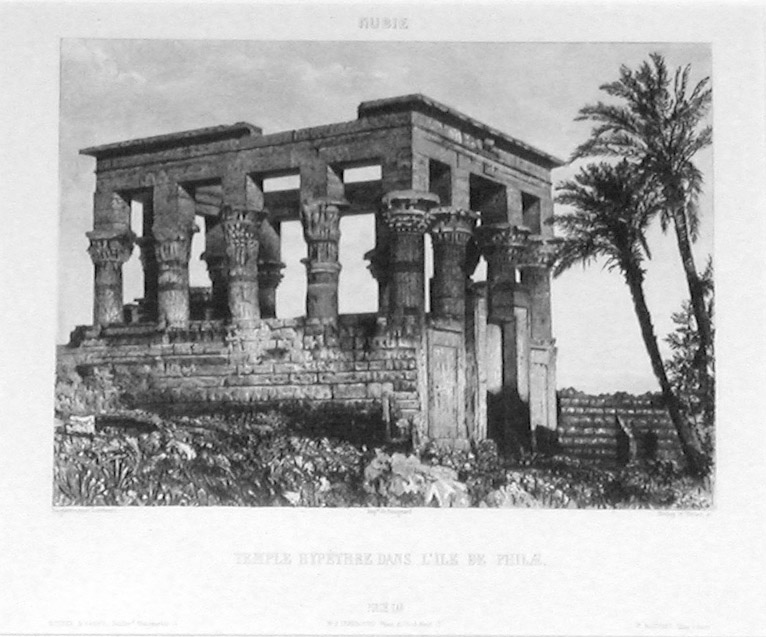
Kiosk of Trajan in Philæ Island
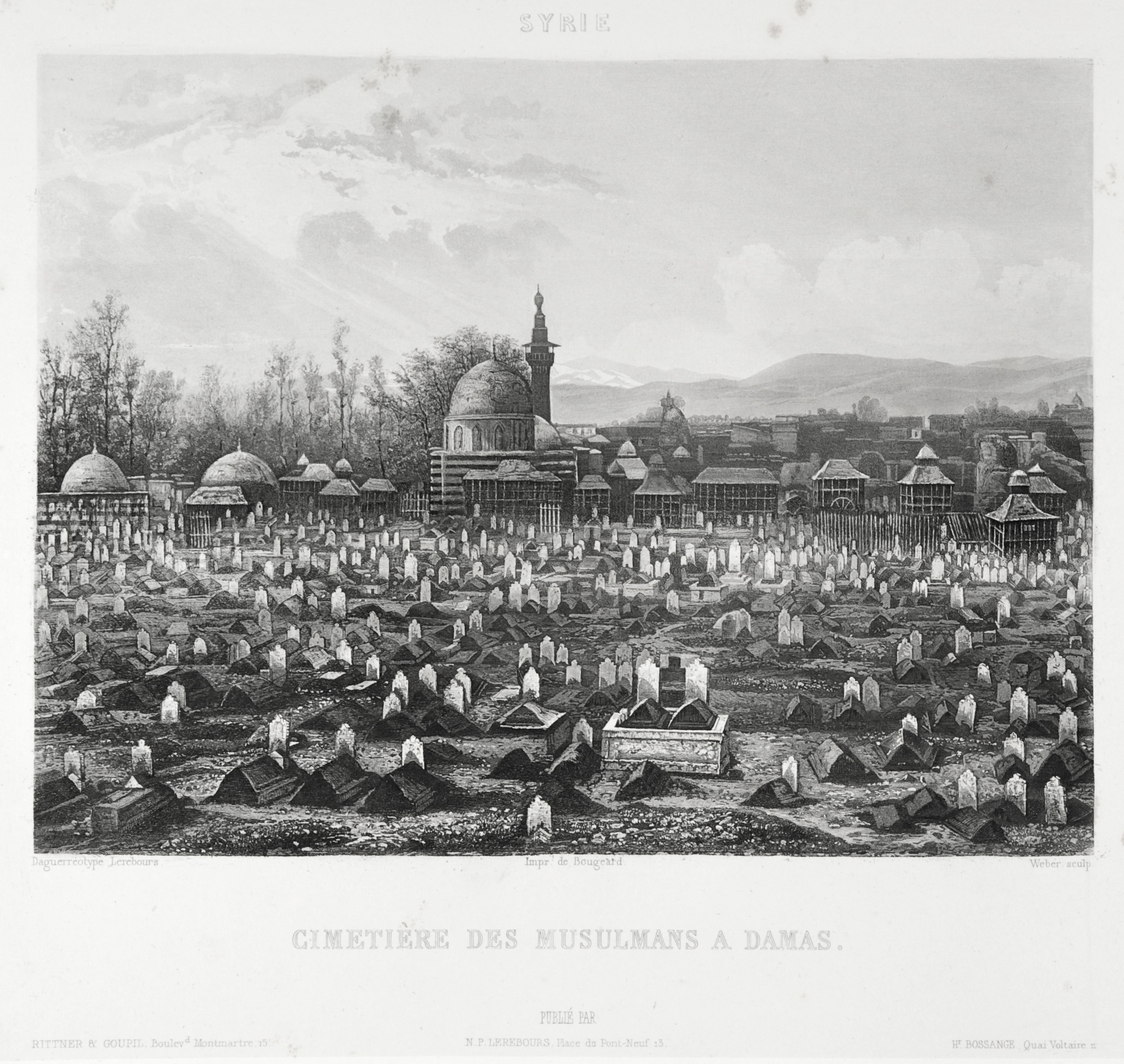
Damas Muslim cemetery